# Jean Proal
Pour les articles homonymes, voir Proal.
Jean Proal est un écrivain français né le 16 juillet 1904 à Sainte-Rose, commune de Seyne-les-Alpes, et mort le 24 février 1969 à Avignon.

## Biographie
Jean Auguste Proal est né à Seyne et a longuement vécu au hameau de Sainte-Rose, qu'il a souvent décrit et magnifié dans son œuvre. Il était le fils de Paul Cyprien Proal (1841-1918), instituteur à Seyne, originaire de Faucon et de Marie Amélie Reynier (1865-1934), également institutrice, née à Seyne et dont la famille était originaire d'Auzet. Son frère, Paul Proal (1899-?), dont il était très proche, était ingénieur des ponts et chaussées. 
Jean Proal fut élève dans la classe de sa mère puis fut pensionnaire au Lycée Gassendi de Digne où il fit, notamment, le condisciple de l'angliciste Henri Aubert. Après l'obtention du baccalauréat, Jean Proal fut maître d'études dans son ancien lycée durant trois ans tout en préparant le concours de l'Ecole normale supérieure de Saint-Cloud (professorat des écoles normales) puis celui d'inspecteur de l'Enregistrement (Ministère des finances). 
Après un an de service militaire comme Gardien de batterie au fort de Toulon, il déménagea au gré des mutations de postes au sein de l'administration de l'Enregistrement comme surnuméraire puis en tant que titulaire: Manosque (Basses-Alpes), Voiteur (Jura), Bonnieux puis Malaucène (Vaucluse) et, en 1942, Paris (Seine). En 1950, il quitta l'administration pour raison de santé (maladie pulmonaire) et s'installa dans les Alpilles comme commerçant en électro-ménager et produits électriques (sur ces différents points voir: https://wwwjeanproal.org). 
Il avait épousé Marie Cazères, institutrice. Ils n'eurent pas d'enfant. Après son divorce, il épousa Suzon, qui fut la compagne des dernières années.
Jean Proal avait commencé à écrire lorsqu'il était élève au Lycée de Digne. Encouragé par son professeur de lettres, il poursuivit ses travaux durant ses études. Il connut une intense activité d'écriture durant la période où il fut maître d'études car sa profession lui laissait quelques loisirs. Il écrivit notamment une conférence remarquée sur la poétesse Cécile Sauvage.  Il a écrit quelques nouvelles à vingt-quatre et vingt-cinq ans, puis son premier roman Tempête de printemps à 28 ans mais a parfois rencontré des difficultés pour se faire éditer. Ses manuscrits et archives sont déposés aux Archives départementales des Alpes de Haute Provence: Répertoire Proal.indd (archives04.fr)
Des écrivains comme Giono , Roger Martin du Gard, Marie Mauron... l'encouragent. Il est l’ami de Maria Borrély.
Mobilisé en 1939 dans un régiment d’artillerie, il est réformé en 1940 pour raison de santé. Il connaît quelques difficultés à se faire éditer, avant de signer chez Denoël, et malgré le critique Léon Derey, il n’est considéré que comme un écrivain suivant Giono et Ramuz. En 1942, il est muté à Paris, où il tente d’obtenir le Goncourt. Il commence à se faire connaître du milieu littéraire, et reçoit des marques d’estime d’auteurs comme Max Jacob, Cendrars, Jean de La Varende et Jean Rostand.
Son œuvre se monte à une dizaine de romans, des contes et nouvelles, et quelques entretiens.
En 1950, il vient habiter Saint-Rémy-de-Provence où il se noue d'amitié avec Aragon et des peintres tels que Hans Hartung, Mario Prassinos. Il abandonne son poste de fonctionnaire (receveur à l’enregistrement) et ouvre un magasin d’électroménager en 1951.
Il reçut le Grand prix du roman de la société des gens de lettres pour De sel et de cendre en 1953 et fut Premier grand prix de Provence pour l'ensemble de son œuvre en 1961.
À ses derniers instants en 1969, il écrivait ces mots : « C'est la lumière qui me fait respirer ». Il meurt d’une maladie des poumons.

## Œuvres

### Romans
- Tempête de printemps, Denoël, 1932
- À hauteur d’homme, Denoël, 1933
- Les Arnaud, Denoël, 1942
- Où souffle la lombarde, Denoël, 1943
- Montagne aux solitudes, Denoël, 1944
- Bagarres, Denoël, 1945
- Suite montagnarde, Denoël, 1948
- Au pays du chamois, Denoël, 1948
- De sel et de cendre, Julliard, 1953
- Le vin d’orage, Julliard, 1955

### Contes
- Histoire de Lou, Gallimard, collection blanche, 1956  (paru en avant première le 23 décembre 1950 au supplément théâtral et littéraire).

### Essais
- Camargue, Lausanne, Marguerat, avec des photographies de Denys Colomb de Daunant.
- Chasse en montagne, Lausanne, Marguerat, 1962, avec des photographies de Charles Vaucher.
- Chasse en plaine, Lausanne, Marguerat, 1962, avec des photographies de divers photographes.
- Magie de la Camargue, Ekkehard Presse, avec des photographies de Denys Colomb de Daunant.

## Au cinéma
- Le roman Bagarres a été adapté au cinéma par Henri Calef en 1948 sous le même titre Bagarres, avec Maria Casares et Roger Pigaut dans les rôles principaux.
- Jean Proal a signé le scénario et les dialogues de Solita de Cordoue, film de Willy Rozier sorti en 1946.